# Оливейра, Марсело Жозе
Марсе́ло Жозе́ Оливе́йра (порт. Marcelo José Oliveira; род. 5 сентября 1981 года в Санта-Рита-ду-Сапукаи, Бразилия), более известен как — Марсе́ло Оливе́йра (порт. Marcelo Oliveira) — бразильский футболист, защитник, выступающий за португальский клуб Санта-Клара.

## Клубная карьера

### Коринтианс / Гремио
Оливейра начал свою карьеру в Бразилии, где он играл за Коринтианс и Гремио.

### Атромитос
В 2006 году он перешёл в греческий клуб Атромитос и выступал за него в течение последующих пяти сезонов, сыграв 117 матчей и забив 8 мячей.

### АПОЕЛ
9 июня 2011 года он подписал двухлетний контракт с кипрским клубом АПОЭЛ. И в первом же сезоне, он выиграл Суперкубок Кипра и появшись в восьми матчах Лиги Чемпионов, сезона 2011—12 и помог АПОЭЛу, выйти  в четвертьфинал соревнования. Первый свой чемпионат выиграл в сезоне 2012—13 в составе АПОЭЛа. В следующем году, он сыграл пять матчей Лиге Европы и выиграл все возможные турниры на Кипре, включая чемпионат, кубок и Суперкубок страны.

### Морейренсе
14 июля 2014 года, он подписал годичный контракт с португальским клубом Морейренсе.

## Достижения
АПОЕЛ
- Чемпион Кипра (2) : 2012-13, 2013-14
- Победитель кубка Кипра (1) : 2013-14
- Обладатель Суперкубка Кипра (2) : 2011, 2013